# برج النور (عمارة)
برج النور هي ناطحة سحاب بطول 514 متر كان من المقرر بناؤها في الدار البيضاء في المغرب لكن خطط بنائها ألغيت في عام 2018. كان البرج سيصبح أطول مبنى في إفريقيا لو اكتمل بناؤه. وُضعت تصاميم المبنى من قبل المصمم الفرنسي أميدي سانتالو ومقره في دبي. مالك المشروع هو طارق بن لادن الأخ غير الشقيق لأسامة بن لادن. وتبلغ قيمة المشروع ما يقارب من 1.5 مليار دولار أمريكي.
كان من المخطط أن يضم البرج اسواقا تجارية ومؤسسات سياحية ومراكز أعمال ومرافق ترفيهية مختلفة إلى جانب مجموعة من المكاتب الذكية المجهزة بأحدث التقنيات وبمساحات مختلفة، بالإضافة إلى اعتماد آخر التكنولوجيات المتوفرة ليكون أول “برج ذكي” من نوعه في إفريقيا وأوروبا مرتبطا كليا بالانترنت.